# 涂传诒
涂传诒（1940年7月24日—），中国空间物理学家。

## 生平
出生于北京。1964年毕业于北京大学。2001年当选为中国科学院院士。北京大学教授。